# Mohsen Garosi
Mohsen Garosi (27 novembre 1968) è un ex calciatore ed ex giocatore di calcio a 5 iraniano.

## Carriera
Come massimo riconoscimento in carriera vanta la partecipazione, con la Nazionale di calcio a 5 dell'Iran, al FIFA Futsal World Championship 1992 a Hong Kong dove la nazionale asiatica ha ottenuto il quarto posto finale, sconfitta nella finalina per mano della Spagna.